# Capitán Sarmiento
Capitán Sarmiento é uma localidade do partido de Capitán Sarmiento, da Província de Buenos Aires, na Argentina. Possui uma população estimada em 11.316 habitantes (INDEC 2001).